# Power ballad

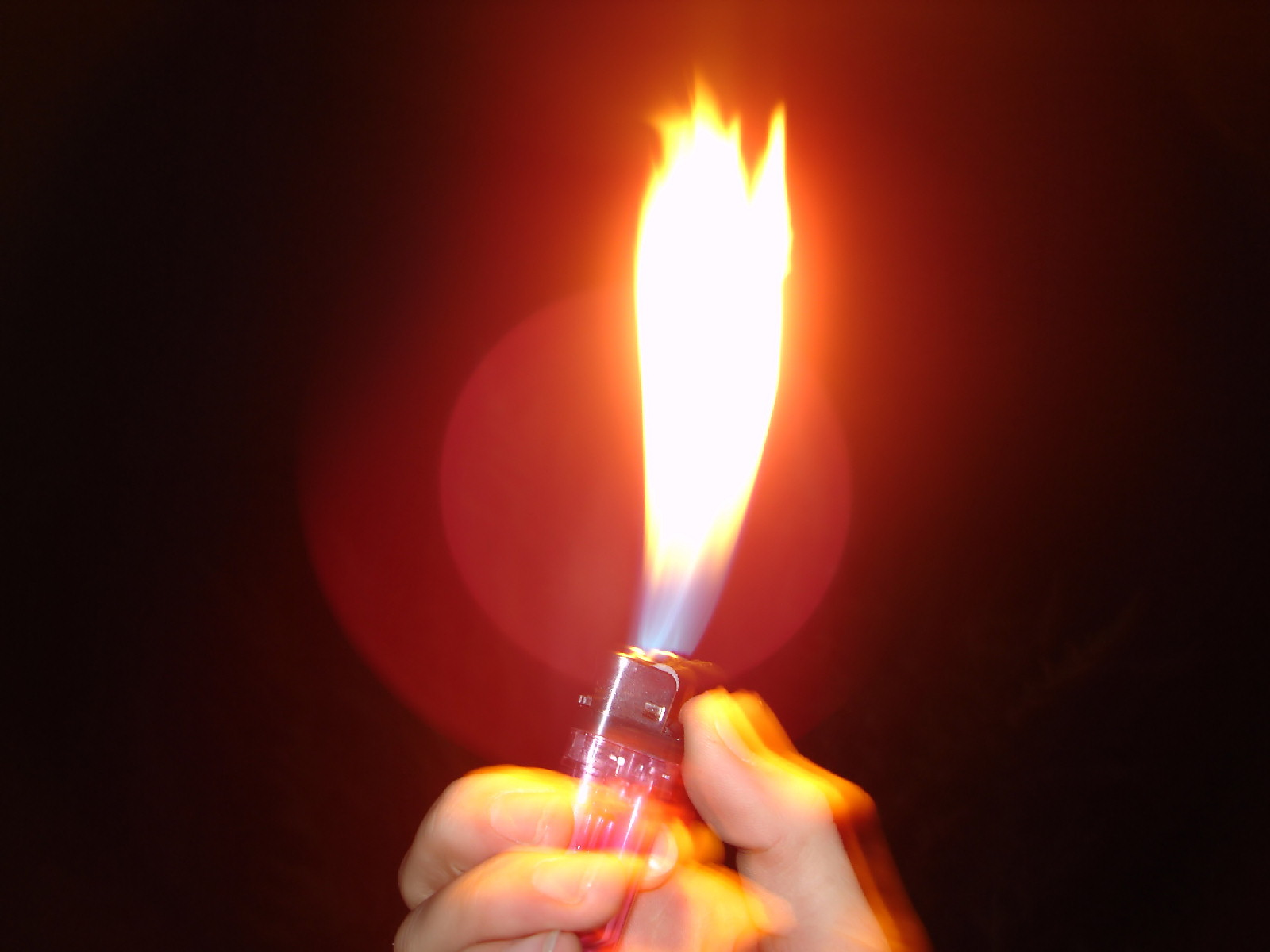
Para enfatizar la emoción de la canción, los espectadores suelen prender sus encendedores, actualmente también es muy común utilizar los teléfonos celulares.

La power ballad, también llamada balada sentimental, o lento en algunos países sudamericanos (Argentina, Chile, Uruguay, Perú y Paraguay), es una especie de balada frecuentemente incluida en álbumes de rock, hard rock o heavy metal. La power ballad surgió en los sesenta con canciones como «While My Guitar Gently Weeps» de The Beatles, y evolucionó en las décadas de los setenta y ochenta con canciones como «Wind of Change» de Scorpions, entre otros, desarrollándose en distintas formas.
Una de las pioneras en el género es la cantante canadiense Céline Dion, reconocida como la «reina de las power ballads» gracias a su dominio en este estilo, con éxitos como «My Heart Will Go On» y «The Power of Love», que le valieron este título.
A menudo, las power ballads abordan temas sentimentales como la angustia, la necesidad, el amor o la pérdida, pero también reflejan emociones humanas como la alegría, la felicidad, el activismo y la conciencia mental, entre otras. Muchas de estas baladas incluyen un solo de guitarra. Eran muy populares y solían colocarse en la mitad de los discos para bajar el ritmo, permitiendo al oyente recordar las canciones anteriores, generalmente más rápidas.

## Características
Normalmente, una power ballad comienza con una introducción suave de teclado o guitarra acústica. Las baterías pesadas y las guitarras distorsionadas no suelen aparecer hasta el estribillo o en etapas posteriores de la canción. Las partes de guitarra eléctrica generalmente utilizan acordes de quinta o power chords, que se sostienen hasta el siguiente cambio de acorde. Los gritos y los solos de guitarra melódicos son también elementos clave en este estilo.
La batería puede seguir un patrón muy suave, compuesto por platillos y toms, para luego intensificarse en los estribillos. La línea de bajo suele ser sencilla, marcando las notas raíz y utilizando acordes de quinta. En ocasiones, el bajo es reemplazado por un contrabajo para lograr un sonido menos definido. Las power ballads tienden a finalizar de manera similar a como comienzan, regresando a la suavidad y lentitud inicial.
La interacción a lo largo de la canción entre timbres «limpios» y distorsionados es crucial para crear la tensión emocional característica de la estética de las power ballads. Las letras suelen abordar temas muy sentimentales o profundos, lo que las diferencia del resto de las pistas de un álbum de heavy metal. Además de los instrumentos típicos del metal, las power ballads pueden incluir arreglos de cuerdas o pianos para enriquecer su sonoridad.

## Historia

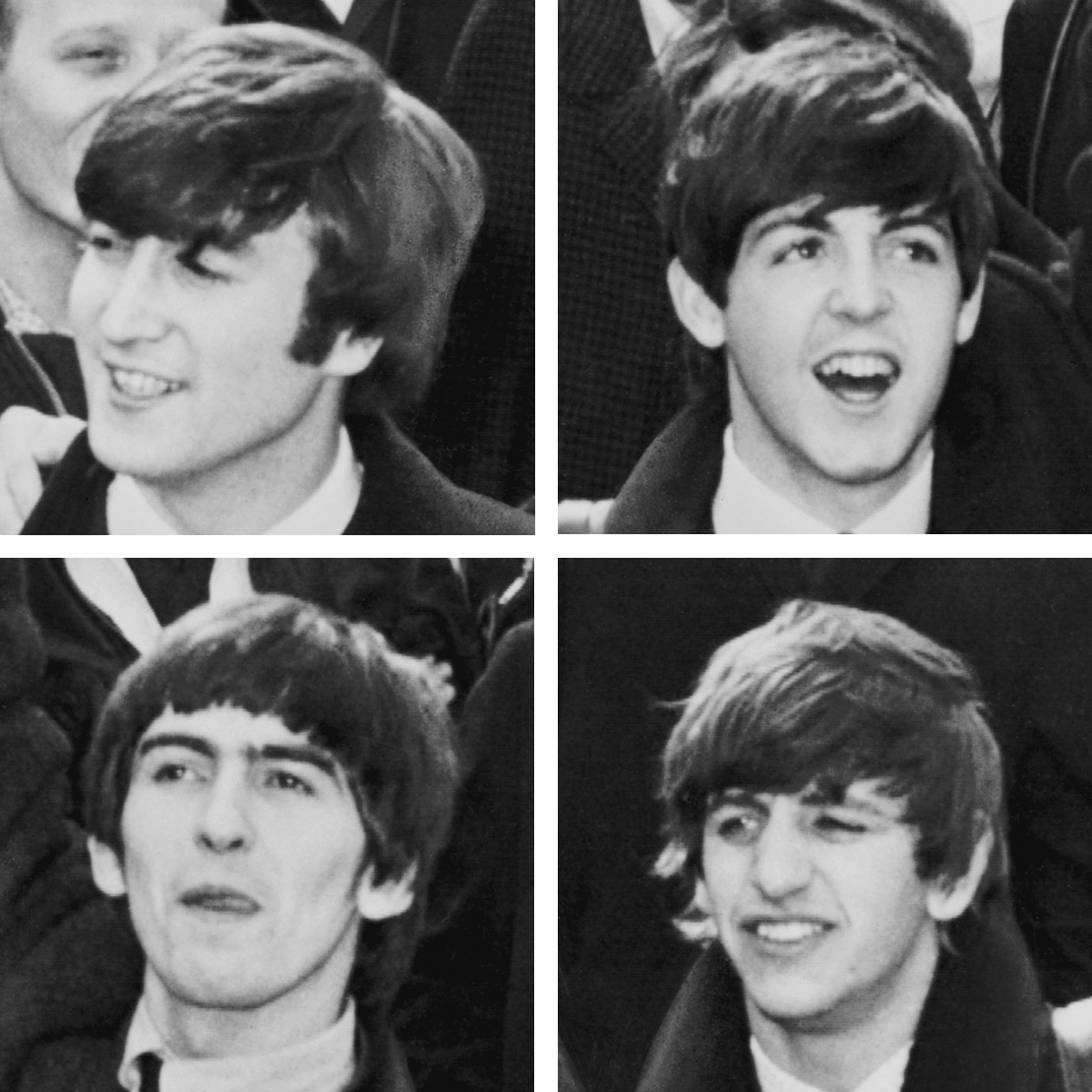
Fotografía de The Beatles a su llegada a Nueva York en 1964.

Las power ballads se originaron en los años 1960 y 1970 con grupos de rock como The Beatles y su tema «While My Guitar Gently Weeps», grupos de power pop como The Raspberries, bandas de arena rock como Queen, Styx, Boston, Def Leppard, y diversas bandas de heavy metal. Un precursor clave fue The Carpenters con su sencillo «Goodbye to Love», de 1972, en el que destacó un solo de guitarra con efecto fuzz-tone. Esta balada de los Carpenters se destacó por combinar una canción lenta, con sus típicas armonías vocales, y un solo de guitarra eléctrica poderoso, lo que generó cierta controversia entre sus fanáticos, pero también atrajo a un nuevo público.
Entre las primeras canciones de este estilo están «Don't Wanna Say Goodbye», de The Raspberries, y «I'm in Love with My Car», de Queen (de su álbum de 1975 A Night at the Opera). En esa misma época, Kiss alcanzó su sencillo más exitoso con la balada «Beth», de su álbum Destroyer de 1976, un tema orquestal que marcó un contraste con el sonido habitual de la banda. En los años 1980, el rock, el hard rock y el heavy metal comenzaron a ganar popularidad gracias a las baladas. MTV mantuvo durante 4 meses la canción «Home Sweet Home» de Mötley Crüe, de su álbum de 1985 Theater of Pain, como la más solicitada, considerándose por muchos como la balada por excelencia.
Otro ejemplo destacado fue Scorpions, que tras el éxito de «Still Loving You», incluida en su álbum Love at First Sting, comenzaron a incluir más power ballads en sus trabajos futuros, creando éxitos como «Moment of Glory», la famosa «Wind of Change», «Send Me an Angel», «When Love Kills Love» y «Here in My Heart». Bon Jovi también aprovechó este género, alcanzando el número 1 del Billboard Hot 100 con su sencillo «I'll Be There For You» en 1988, el número 10 con «Bed of Roses» en 1992 y el número 2 con «Always» en 1994. La banda británica Whitesnake también destacó con su sencillo «Is This Love», incluido en su álbum homónimo de 1987, que se convirtió en un gran éxito, alcanzando el puesto 9 en la lista de sencillos del Reino Unido y el número 2 en el Billboard Hot 100 de Estados Unidos.
Las power ballads fueron explotadas ampliamente por las bandas de glam metal durante los años 1980 y principios de los 1990. Para algunos grupos de los años 1970, este género ayudó a revitalizar sus carreras en los 1980. Sin embargo, a partir de 1992, el género comenzó a decaer debido a la popularidad de nuevos estilos como el rock alternativo y el grunge.

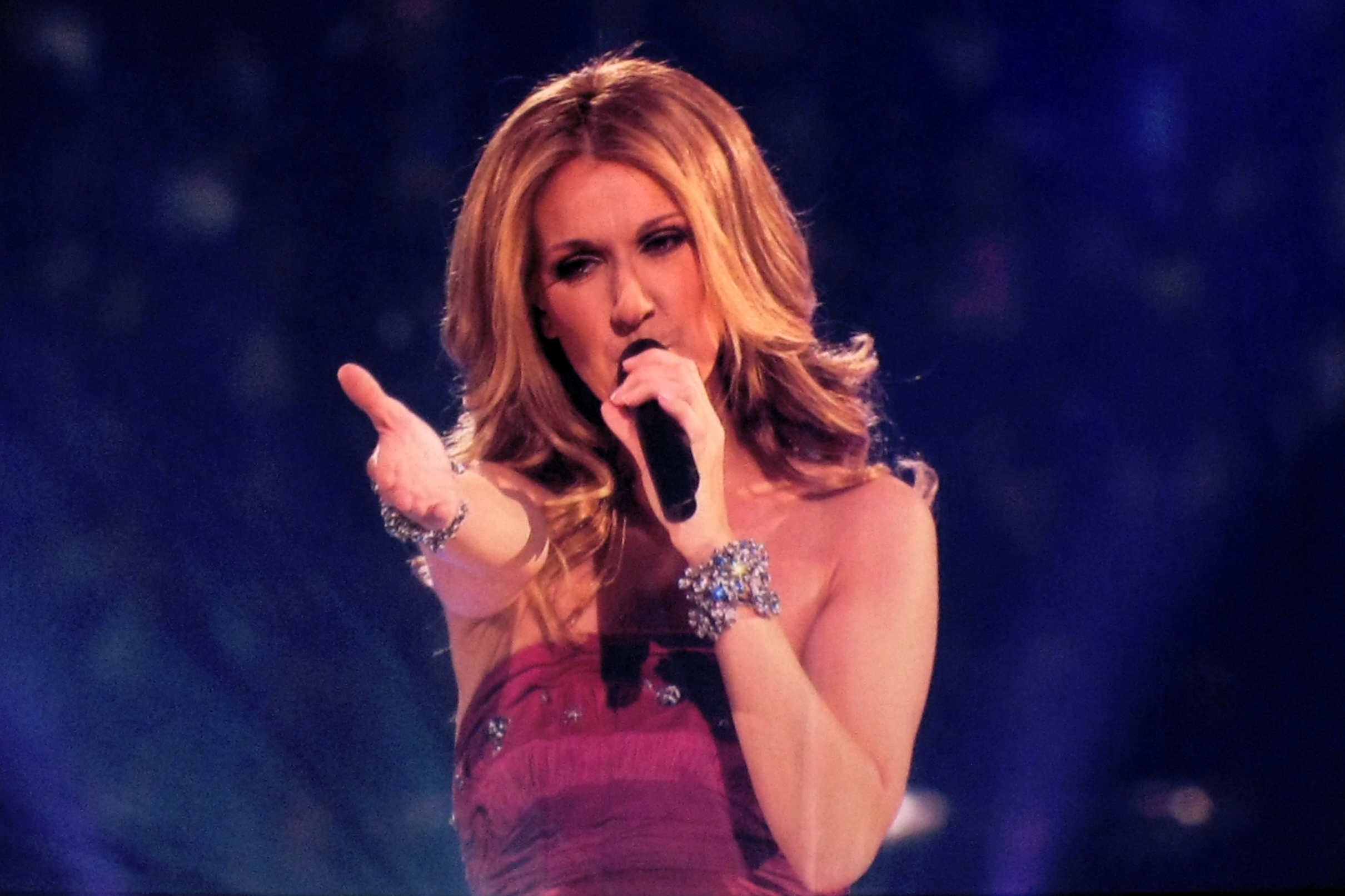
Los álbumes de Céline Dion solían basarse en baladas melodramáticas de rock suave, con pinceladas de pop acelerado y raras incursiones en otros géneros.

Una de las figuras más importantes en este género es la cantante canadiense Céline Dion, reconocida como la «reina de las power ballads». Con canciones como «My Heart Will Go On» y «The Power of Love», Dion se consolidó como una de las artistas más influyentes en este estilo.
Desde los años 2000, las power ballads han sido un recurso ocasional para algunas bandas de rock y metal, lo que ha permitido que el género sobreviva, aunque sin la misma popularidad que en su apogeo. A partir de la década de 2010, algunas bandas underground de heavy metal y synthwave se han inspirado en la música de los 180, incluyendo este tipo de baladas en su repertorio.

## Como técnica de marketing
Técnica plástica, los grupos la utilizan para vender.
A pesar del empujón que suponían las baladas, las discográficas sentían que las lanzaban como sencillo para dar un gran golpe comercial.
De vez en cuando este término es usado por canciones que empiezan lentas y silenciosas y comienzan a crecer, como es el caso de «We Are the Champions» de Queen. Sin embargo estas son muy aptas para el baile, debido a su tempo moderado.

## Los lentos en Latinoamérica
En Latinoamérica, los lentos comenzaron a ganar popularidad en la década de 1970. Pronto se consolidaron, y para los años 1980 ya eran infaltables en discotecas, fiestas caseras y celebraciones como bodas. Su éxito estuvo influenciado por la ya arraigada tradición de la balada romántica en la región, lo que llevó a que los lentos fueran considerados como una evolución más eléctrica y poderosa de este género. Además, la creciente popularidad del rock en esas décadas contribuyó a su expansión, llamándose coloquialmente «rock balada» al power ballad en estos países latinos.
En Latinoamérica, era costumbre que los lentos se tocaran al final de la fiesta o en la última parte de la lista de temas en una discoteca. Esto provocaba un cambio abrupto, alterando el ritmo y la atmósfera de la pista, ya que las canciones anteriores eran de géneros más rápidos. Al comenzar un lento, se formaban parejas que bailaban pegadas, abrazándose y moviéndose lentamente al compás de la música.
Sin embargo, hacia finales de la década de 2000, los lentos habían perdido popularidad y casi habían desaparecido de las pistas de baile. Esto se evidenció en 2008 con una campaña publicitaria en Argentina de la marca de snacks Doritos, que, bajo el eslogan «¡que vuelvan los lentos!», lanzó cinco anuncios publicitarios utilizando la musicalización de dos lentos populares: «In My Dreams» de REO Speedwagon y «I Want to Know What Love Is» de Foreigner. La campaña fue un éxito y, en la edición de 2009 del Festival Iberoamericano de la Comunicación Publicitaria, ganó el máximo galardón: el Sol de Platino.